# Cyco Miko
Cyco Miko est un groupe de punk hardcore américain, originaire de Los Angeles, en Californie. Il est formé par le chanteur Mike Muir, membre de Suicidal Tendencies et d'Infectious Grooves. Steve Jones, guitariste des Sex Pistols, participe à l'album : Lost My Brain ! (Once Again).

## Biographie
Les origines de Cyco Miko sont retracées en 1995 après la séparation de Suicidal Tendencies. La séparation du groupe ne dure cependant que deux ans avant son retour,. À l'origine, le chanteur Mike Muir souhaitait lancer un projet parallèle à Suicidal Tendencies. Après l'avoir proposé au bassiste Robert Trujillo qui refusera, il décide d'abandonner le projet. Il demandera alors au guitariste Adam Siegel (ex-Infectious Grooves). 
En 1995, le groupe enregistre et publie un premier album studio intitulé Lost My Brain! (Once Again). Avec sept titres, l'album fait participer le guitariste des Sex Pistols, Steve Jones. À l'écoute de l'album, Trujillo regrettera l'absence de Muir. Conjointement, Infectious Grooves et Cyco Miko effectuent ensemble une tournée. Leur premier album est publié en Allemagne le 25 septembre 1995. Des t-shirts avec le nom du groupe y sont même vendus.
Après le retour de Suicidal Tendencies en 1997, Cyco Miko tombe dans l'oubli. Il faut attendre l'année 2011 pour la sortie officielle d'un nouvel album, The Mad Mad Muir Musical Tour (Part One).

## Discographie
- 1995 : Lost My Brain! (Once Again)
- 1997 : Suicidal Friends and Family (compilation)
- 1999 : Schizophrenic Born Again Problem Child (compilation)
- 2008 : Year of the Cycos (compilation)
- 2010 : Funk It Up and Punk It Up: Live in France '95 (split/album live avec Infectious Grooves)
- 2011 : The Mad Mad Muir Musical Tour (Part One) (Suicidal Records)